# Peter Sundström
Peter Sundström, född 14 december 1961 i Skellefteå, uppvuxen på Sofiehem i Umeå, är en svensk tidigare ishockeyspelare. 
Peter är tvillingbror till Patrik Sundström och farbror till Alexander Sundström. Hans egen pappa, Elon Sundström, och hans farbror Kjell "Garrincha" Sundström var också välkända västerbottensprofiler inom hockeyn. Idag jobbar Peter Sundström som scout för NHL-laget Chigago Blackhawks, tidigare var han konsult för Svenska ishockeyförbundet. Och var assisterade förbundskapten för Sverige/ Tre kronor (säsongen 2010-2011). 
Peter Sundström är en av de mer framgångsrika ishockeyspelare som fostrats av IF Björklöven, där han spelade tre riktiga säsonger innan han år 1983 började spela för New York Rangers i NHL. Efter tre säsonger i Rangers återvände han till Sverige och Björklöven, där han blev en förgrundsfigur i det lag som slutligen bärgade SM-guldet 1987. Samma vår vann han även ett historiskt VM-guld med Tre Kronor. Därefter återvände han till NHL och spelade först två år i Washington Capitals innan han hamnade i New Jersey Devils där han fick spela med sin tvillingbror Patrik Sundström som var en av klubbens fixstjärnor. Mest fick Peter dock spela med farmarlaget Utica Devils. 1990 bestämde han sig för att lämna nordamerikansk hockey för gott år. Åter i Sverige spelade han fem säsonger med Malmö IF och bidrog till klubbens båda SM-guld, 1992 och 1994 innan han slutade.
Han införde även det kända "slutspelsskägget" till Sverige efter sin sejour i nhl
Peter Sundström gjorde totalt 145 poäng (61 mål, 84 assist) på 335 matcher i NHL. Han gjorde också 220 poäng (99 mål, 121 assist) på 342 elitseriematcher.
Sundström representerade Sverige i J-VM 1980/1981 där han även gjorde det avgörande målet i finalen och fixade därmed Sveriges första jvm-guld. Han representerade också Sverige i 97 officiella A-landskamper, bland annat VM 1982, 1983 och 1987 samt Canada Cup 1984 och 1987.

## Tvillinghistorik i NHL
Bröderna Peter och Patrik Sundström möttes i NHL vid 18 tillfällen vilket är rekord för tvillingmöten. I hela NHL-historien finns det bara två andra tvillingpar som ställts mot varandra - Rich Sutter och Ron Sutter vid 17 tillfällen (senast 14 mars 1994) samt Joel och Henrik Lundqvist i Dallas Stars respektive New York Rangers. Under en period innan Joel Lundqvist valde att återvända till Sverige fanns det två tvillingpar i hela NHL varav båda var svenska. Det andra tvillingparet, Henrik och Daniel Sedin, representerade båda Vancouver Canucks och har aldrig mötts.

## Meriter
- Guld i JVM 1980/1981
- Canada Cup-silver 1984
- VM-guld 1987
- SM-guld 1987, 1992, 1994
- kopia av Svenska Dagbladets guldmedalj 1987

## Klubbar
- IF Björklöven 1978/1979 - 1982/1983
- New York Rangers 1983/1984 - 1985/1986
- IF Björklöven 1986/1987
- Washington Capitals 1987/1988 - 1988/1989
- New Jersey Devils 1989/1990
- Utica Devils AHL 1989/1990
- Malmö IF 1990/1991 - 1994/1995